# Eino Penttilä
Eino Penttilä (ur. 27 sierpnia 1906 w Joutseno, zm. 24 listopada 1982 w Pori) – fiński lekkoatleta, który specjalizował się w rzucie oszczepem.
Początkowo trenował biegi narciarskie i strzelectwo, zanim w wieku 15 lat zaczął uprawiać rzut oszczepem. W 1926 zdobył swoje pierwsze mistrzostwo Finlandii w wieku 19 lat, powtarzając to osiągnięcie w 1927 oraz 1928. 8 października 1927 na zawodach w Viipuri ustanowił rzutem na odległość 69,88 m rekord świata, który przetrwał do 15 sierpnia 1928. Dwukrotny uczestnik igrzysk olimpijskich – Amsterdam 1928 oraz Los Angeles 1932. Swój pierwszy olimpijski start zakończył na 6. miejscu. Cztery lata później w Los Angeles zdobył brązowy medal ulegając tylko dwóm rodakom: Matti Järvinenowi oraz Matti Sippali. Był to pierwszy – i jak dotąd jedyny – przypadek gdy pierwsze trzy miejsca w olimpijskim konkursie rzutu oszczepem zajęli zawodnicy z tego samego kraju. Zakończył karierę w 1936 z powodu kontuzji łokcia. Rekord życiowy: 70,64 (1932).